# Matthieu Kanyama
Matthieu Kanyama (* 12. Oktober 1917 in Musangye, Belgisch Kongo; † 1. Oktober 2005) war ein kongolesischer Geistlicher und römisch-katholischer Bischof von Kabinda.

## Leben
Matthieu Kanyama empfing am 5. Mai 1946 das Sakrament der Priesterweihe.
Am 16. Dezember 1968 ernannte ihn Papst Paul VI. zum Bischof von Kabinda. Paul VI. spendete ihm am 6. Januar 1969 im Petersdom in Rom die Bischofsweihe; Mitkonsekratoren waren der Apostolische Delegat für Zentral- und Westafrika, Erzbischof Sergio Pignedoli, und der Sekretär der Kongregation für die Bischöfe, Kurienerzbischof Ernesto Civardi.
Papst Johannes Paul II. nahm am 2. November 1995 das von Matthieu Kanyama aus Altersgründen vorgebrachte Rücktrittsgesuch an.